# Franciaország himnusza
A francia nemzeti himnuszt (La Marseillaise) nevével ellentétben nem Marseille-ben, hanem Strasbourgban írták, mégpedig egy egyébként elkötelezett királypárti, royalista francia műszaki tiszt, Rouget de Lisle (1760–1836) százados szerezte az 1792. április 25-i forradalmi események, a Habsburg Monarchiának történt francia hadüzenet hevében.
Rouget de Lisle kapitány a Habsburg Birodalomnak küldött francia hadüzenet napján rendezett találkozón vett részt, és elhatározta, hogy indulót ír a frontra induló katonák számára. Ez eredetileg a francia Rajnai Hadsereg (Armée du Rhin) indulója volt Harci dal a rajnai hadsereg számára címmel. A dal csakhamar népszerű lett az egész országban. Ebben nagy része volt egy montpellier-i diáknak, François Mireur-nek. Mireur a Párizsba induló 500 marseille-i önkéntes tiszteletére rendezett ünnepség végén énekelte el a dalt saját partitúrájából. A dal csakhamar meghódította a fővárost is, ott már A marseille-i önkéntesek indulója, röviden La Marseillaise-ként vált ismertté. 1795. július 14-én lett a Francia Köztársaság nemzeti himnusza, később azonban többször is betiltották (pl. Napóleon), mígnem 1879-ben véglegesült. Zenekari változatát Hector Berlioz írta 1830-ban.
Magyar nyelvre Verseghy Ferenc fordította le elsőként 1794-ben.
A második magyar változatot Jankovich Ferenc írta.
| La Marseillaise Allons enfants de la Patrie, le jour de gloire est arrivé Contre nous de la tyrannie L’étendard sanglant est levé. L’étendard sanglant est levé: Entendez-vous dans les campagnes Mugir ces féroces soldats! Qui viennent jusque dans vos bras Égorger vos fils et vos compagnes. (Refrén:) Aux armes citoyens, Formez vos bataillons. Marchons! Marchons! Qu’un sang impur Abreuve nos sillons Que veut cette horde d’esclaves De traîtres, de rois conjurés? Pour qui ces ignobles entraves Ces fers dès longtemps préparés Français, pour nous, Ah quel outrage Quel transport il doit exciter! C’est nous qu’on ose méditer De rendre à l’antique esclavage Refrén Quoi! Des cohortes étrangères Feraient la loi dans nos foyers! Quoi! Ces phalanges mercenaires Terrasseraient nos fiers guerriers. Grand Dieu! Par des mains enchaînées Nos fronts, sous le joug, se ploieraient. De vils despotes deviendraient Les maîtres de nos destinées Refrén Tremblez tyrans, et vous perfides L’opprobe de tous les partis. Tremblez, vos projets parricides Vont enfin recevoir leur prix! Tout est soldat pour vous combattre. S’ils tombent nos jeunes héros, La terre en produit de nouveaux Contre vous, tous prêts à se battre Refrén Français en guerriers magnanimes Portez ou retenez vos coups. Épargnez ces tristes victimes A regrets s’armant contre nous! Mais ce despote sanguinaire Mais les complices de Bouillé Tous les tigres qui sans pitié Déchirent le sein de leur mère! Refrén Amour Sacré de la Patrie Conduis, soutiens nos braves vengeurs. Liberté, Liberté chérie Combats avec tes défenseurs Sous nos drapeaux, que la victoire Accoure à tes mâles accents Que tes ennemis expirants Voient ton triomphe et nous, notre gloire Refrén (« Couplet des enfants ») Nous entrerons dans la carrière Quand nos aînés n’y seront plus Nous y trouverons leur poussière Et la trace de leur vertus! Bien moins jaloux de leur survivre Que de partager leur cercueil. Nous aurons le sublime orgueil De les venger ou de les suivre Refrén |  | Marsziliai ének Ébredj hazánknak bajnok népe Ragadd ki híres kardodat Nevednek esküdt ellensége Dühödve hozza láncodat A vérszopó tyrannus fajzat Melledre szegezi fegyverét, S véredbe mártja rút kezét, Ha szolgaságra nem hurcolhat. (Refrén:) Fegyverbe bajnokok, Levente magzatok! Rontsunk, rontsunk e vérszomjukra Szabdaljuk halmokra. A zsoldos martalékok nyája Ordítva habzik ellenünk, Halált visítgat trombitája, Remeg szavára életünk. Szerelmes asszonytársainkat Örök bilincsre kergeti, Honunkat földig égeti S pallosra hányja magzatinkat. (Refrén) E szívtelen rabok dagálya Győzhessen egy nagy nemzetet? Az emberjussnak kent nadálya Igázzon férfiszíveket? Csordája béres árulóknak, Mely kész eladni a hazát, Hogy hordozhasson pántlikát, Jusst szabjon egy szabad országnak? (Refrén) Reszkess, lator tyrannus pára, Jutalmad napja érkezik, Fejedre száll a vérnek ára, Mely érted ingyen öntetik. Tanácsnokidnak dőre pártja Önként koholja vesztedet, E nemzet lesz ki fényedet Örök homállyal elborítja. (Refrén) Öld, bajnok, a gaz despotákat, Kik embervérben fürdenek, S kik megtaposván jussainkat, Lopott bíborban fénylenek. De szánd meg embertársainkat, Kiket magukhoz csaltanak, Vagy másképp arra bírtanak, Hogy ostromolják honainkat. (Refrén) Édes hazánknak szent szerelme, Segítsd vitézid karjait, Kedves szabadság istensége, Törd össze népünk láncait. Küldjétek ütköző csatákhoz A győzedelmek angyalát, Hadd űzze a vak despotát Pokolnak kormos ajtajához. (Refrén) |  | A marseille-i önkéntesek indulója Előre ország népe, harcra Ma diadal vár, hív hazánk! Ellenünk tört a kény uralma, Vérben áztatja zászlaját, Vérben áztatja rút zászlaját. Halljátok! Már küldi a zsarnok Vad, bősz ölni kész rab hadát, Letörnek népet és hazát, Bosszút állnak ifjon s gyönge lányon, (Refrén:) Hajrá, fegyverbe hát! Ma harcra hív hazád! Csak jöjj, csak jöjj, öntözze hát rút vérük a határt! Fegyverbe hát! Nem ül a zsarnok kénye rajtunk, pokolra mind, a hitszegőt! Boldog országot vív a harcunk, boldog országban a jövőt, Boldog országban a szebb jövőt! És hogy ha kell, mind sorban állunk, bár hív a dicső, hős halál, Lesz újra majd ki sorba ál, ellened, zord önkény úgy csatázunk! (Refrén) Érintsd a kardunk, ősi szent láng, ma győzni minden ellenen! Szállj közénk drága szent szabadság, várva várt harci győzelem, Várva várt harci nagy győzelem! Csatákkal írd föl zászlainkra, írd föl századunk jelszavát, Hadd lebegjen a világon át: „Győz a lélek, s győz a hősi munka!”! (Refrén) |

## Kotta és dallam
Magyar feldolgozás:
| Szerző        | Mire       | Mű                   |
| ------------- | ---------- | -------------------- |
| Kodály Zoltán | két szólam | A szabadság himnusza |